# Unitarizem
Unitarizem je poimenovanje za več političnih teorij, konceptov in politik, ki svetujejo ali uveljavljajo poenoten in centralističen sistem vladanja s skupnim ciljem ustvarjanja unitaristične države. V praksi se unitarizem odraža kot politična usmeritev v kompleksnih političnih entitetah, kot so federacije, konfederacije in večnacionalne države, kjer spodbuja največjo mogočo politično integracijo in združitev, ki gre preko meja upravne centralizacije.
Eden glavnih ciljev unitarizma je ukinitev regionalne samouprave in avtonomije, kjer se moč zveznih držav, avtonomnih regij ali kantonov prenese neposredno na osrednje vladno telo. Unitarizacijo in regionalizacijo se pogosto zamenjuje za decentralizacijo in centralizacijo.